# Fengnan
Fengnan (丰南) is een stad in de Prefectuur Tangshan in de noordoostelijke provincie Hebei, Volksrepubliek China. Er wonen ongeveer 121.767 mensen in Fengnan (1999).
De gevangenis van Jidong is de grootste gevangenis in het land.
Bij de stad ligt de staalfabriek Fengnan Steel, een grote bandstaalproducent die tot de Sinogiant Group behoort.